# Distrikt San Isidro (Huaytará)
Der Distrikt San Isidro liegt in der Provinz Huaytará in der Region Huancavelica in Südzentral-Peru. Der Distrikt wurde am 25. Juli 1955 gegründet. Er besitzt eine Fläche von 169 km². Beim Zensus 2017 wurden 1108 Einwohner gezählt. Im Jahr 1993 lag die Einwohnerzahl bei 969, im Jahr 2007 bei 1114. Sitz der Distriktverwaltung ist die 3642 m hoch gelegene Ortschaft San Isidro de Huirpacancha mit 365 Einwohnern (Stand 2017). San Isidro de Huirpacancha liegt 41 km südsüdöstlich der Provinzhauptstadt Huaytará.

## Geographische Lage
Der Distrikt San Isidro liegt in der peruanischen Westkordillere im Südwesten der Provinz Huaytará. Der Río Grande fließt entlang der südöstlichen Distriktgrenze nach Südwesten und entwässert das Areal.
Der Distrikt San Isidro grenzt im Südwesten an den Distrikt Yauca del Rosario (Provinz Ica), im Nordwesten und im Norden an den Distrikt Santiago de Chocorvos, im Nordosten an den Distrikt Laramarca sowie im Südosten an den Distrikt Córdova.